# Комарек, Иржи
Иржи Кома́рек (чеш. Jiří Komárek; род. 28 апреля 1931, Брно) — чешский учёный-альголог, один из ведущих специалистов Чехии по экологии водорослей , биоценозу водорослей в прудах, водоемах и других местах их обитания в природе. Профессор (с 1997).

## Биография
В 1949—1951 гг. обучался на природоведческом факультете Масарикова университета в Брно. В 1951—1953 — в пражском Карловом университете. В 1953—1956 — в аспирантуре при том же университет. Защитил кандидатскую диссертацию.
В 1956—1960 гг. ведущий специалист гидробиологической лаборатории в Праге, в 1959—1960 — заместитель заведующего.
Работал на биологическом факультете Южночешского университета. В 1991—1998 гг. возглавлял кафедру ботаники. Ныне научный сотрудник Института ботаники Академии наук Чешской Республики.
Читал лекции в университетах Японии, Канады, Мексики, в 1996 — в Университете Сан-Карлос в Сан-Паулу, Рио-де-Жанейро, (Бразилия). В 2001 преподавал в Central Queensland University, Рокгемптон, (Австралия).
Принимая участие в исследованиях различных видов бактерий и их экологии, в 2009 году обнаружил в Антарктиде неизвестный вид цианобактерий. В полярной экспедиции изучал эти бактерии, особенно цианобактерии порядка Ностоковые, особый тип водорослей найденный около ручья в районе долины Halozetes на северо-востоке острова Джеймса Росса, где базируется чешская полярная станция Мендель.
Глобальные морфотипы цианопрокариот легли в основу альтернативной системы порядков И. Комарека (K. Anagnostidis (Komárek, Anagnostidis, 1986, 1989, 1998, 2005; Anagnostidis, Komárek, 1988, 1990).